# Partage Plus
Partage Plus je dovršen međunarodni projekt digitalizacije europske secesijske baštine, započet u ožujku 2012., koji je u trajanju od 26 mjeseci posredstvom mrežne platforme Europeana omogućio dostupnim preko 76.000 digitalnih reprodukcija. Unutar ovog broja nalazi se i 3D modeli. Projekt je koordinirao Collections Trust, a sudjelovalo je 25 partnera iz 17 europskih zemalja. Pored objedinjavanja svih europskih izričaja secesijskog stila, značaj projekta je u tome što je cjelokupni materijal dostupan putem vodeće mrežne stranice za kulturu Europske unije, a pretraživanje sadržaja omogućeno na 17 europskih jezika zemalja sudionica projekta.

## Financiranje
Projekt je dobio sredstva EU Programa podrške politikama za primjenu informacijskih i komunikacijskih tehnologije (ICT PSP) kao dijela Okvirnog programa za konkurentnost i inovativnost (CIP). Sudjelovanje  Muzeja za umjetnost i obrt u projektu Partage Plus financijski će podržati Ministarstvo kulture Republike Hrvatske i Gradski ured za obrazovanje, kulturu i šport grada Zagreba.

## Secesija
Secesija je jedan od posljednjih univerzalnih stilova koji se manifestira u svim granama umjetnosti, arhitekture i, naročito, dekorativne umjetnosti u vremenu na prijelazu stoljeća, oko 1900. godine. Ovaj stil je dobro zastupljen u muzejskim zbirkama, arhivima, knjižnicama i na građevinama širom Europe, a poznat je i pod nazivima Art Nouveau, Liberty, Modernism, Arte Nova i Jugendstil.

## Partage Plus u Hrvatskoj
Muzej za umjetnost i obrt u Zagrebu je 2003. godine u suradnji s 40 vodećih hrvatskih muzeja, galerija, privatnih kolekcija i institucija u kulturi realizirao veliku izložbu Secesija u Hrvatskoj, stoga je odabran za hrvatskog partnera u projektu. Tijekom projekta, Muzej za umjetnost i obrt je uspostavio suradnju s većim brojem ustanova, muzeja, knjižnica, arhiva i privatnih kolekcionara koji su željeli sudjelovati, te na taj način predstaviti cjelovitiju sliku secesije u Hrvatskoj na međunarodnoj razini. 
Digitalizacija, pored snimanja trodimenzionalne građe i skeniranja dvodimenzionalne građe, uključuje i izradu detaljnih opisa predmeta (metapodataka) što olakšava pretraživanje kolekcije. Povezivanjem podatkovnih resursa, koherentnom organizacijom podataka, ujednačenom nomenklaturom i korištenjem standarda može se doći do vrijednih spoznaja. Projekt omogućava da resursi raznih zemalja budu lako pretraživi na hrvatskom jeziku, i obrnuto, globalnu višejezičnu dostupnost nacionalnim resursima, čime će se velikom broju korisnika informacijskih tehnologija širom svijeta približiti djela hrvatskih umjetnika i arhitekata poput Ivana Meštrovića, Roberta Frangeša Mihanovića, Bele Čikoša Sesije, Tomislava Krizmana, Antonije Krasnik, Aladara Baranyaija, Vjekoslava Bastla i drugih. Istodobno, proširit će se znanje o opusima svjetski priznatih umjetnika – Emilea Galléa, Renéa Julesa Laliquea, Henryja Van de Veldea, Louisa Comforta Tiffanyja, Alfonsa Muche i ostalih – primjercima iz hrvatskih muzeja i drugih kulturnih ustanova.

## Galerija
- Značka, Tomislav Krizman, Muzej za umjetnost i obrt, Zagreb
- Vaza, Tomislav Krizman, Muzej za umjetnost i obrt, Zagreb
- Posuda za cvijeće, Antonija Krasnik, Muzej za umjetnost i obrt, Zagreb
- Portret Antonije Krasnik, Muzej za umjetnost i obrt, Zagreb
- Skica za zastor osječkog kazalista, Bela Čikoš Sesija, Muzej za umjetnost i obrt, Zagreb
- Fotografija Kraljevske sveučilišne biblioteke u Zagrebu, Muzej za umjetnost i obrt, Zagreb
- Razglednica, Lujo Šafranek Kavić, Muzej za umjetnost i obrt, Zagreb
- Razglednica, Lujo Šafranek Kavić, Muzej za umjetnost i obrt, Zagreb

## Partneri
Collections Trust, Ujedninjeno Kraljevstvo / Osterreichisches Museum für angewandte Kunst/Gegenwartskunst, Austrija
/ Design museum Gent, Belgija / Koninklijk instituut voor het kunstpatrimonium/Institut royal du Patrimoine artistique, Belgija / Koninklijke Musea voor Kunst en Geschiedenis, Belgija / Uměleckoprůmyslové museum v Praze, Češka / Suomen kansallismuseo, Finska / Ethniko Metsovio Polytechnio, Grčka / Muzej za umjetnost i obrt, Hrvatska / Istituto centrale per il catalogo unico, Iccu Roma, Italija /Iparművészeti múzeum Budapest, Mađarska / Drents Museum, Nizozemska / Stiftelsen kulturkvartalet, Alesund, Norveška / Philipps-universität Marburg, Njemačka / Steinbichler Optotechnik GmbH, Njemačka / Fundacja Muzeum Wojciecha Weissa, Krakow, Poljska / Muzeum Narodowe w Warszawie, Poljska / Camara Municipal de Aveiro, Portugal / Urbanisticni inštitut republike Slovenije, Slovenija / Museu Nacional d'Art de Catalunya, Španjolska / Röhsska museet, Švedska / Rörstrand museum AB, Švedska / Sainsbury Centre for Visual Arts, Ujedinjeno Kraljevstvo

## Hrvatske institucije i privatne zbirke čija je građa uključena u projekt
Arhiv za likovne umjetnosti HAZU / Donacija dr. Josipa Kovačića Zbirka "Hrvatske slikarice rođene u 19. st." / Državni arhiv u Rijeci / Državni arhiv u Zagrebu / Dubrovački muzeji – Kulturno-povijesni muzej / Muzej likovnih umjetnosti u Osijeku / Galerija umjetnina Split / Gliptoteka HAZU / Gradski muzej Bjelovar / Gradski muzej Čazma / Gradski muzej Drniš / Gradski muzej Karlovac / Gradski muzej Nova Gradiška / Gradski muzej Požega / Gradski muzej Sisak / Gradski muzej Vinkovci / Gradski muzej Virovitica / Gradski muzej Vukovar / Grafička zbirka Nacionalne i sveučilišne knjižnice u Zagrebu / Hrvatski državni arhiv / Hrvatski glazbeni zavod / Hrvatski institut za povijest / Hrvatski muzej turizma / Hrvatski povijesni muzej / HT muzej – Muzej hrvatskih telekomunikacija / Kabinet grafike HAZU / Kninski muzej / Knjižnice grada Zagreba / Kulturno-povijesna zbirka Lič / Memorijalna zbirka Jozo Kljaković / Moderna galerija / Muzej Belišće / Muzej Brodskog Posavlja / Muzej grada Kaštela / Muzej grada Pakraca / Muzej grada Rijeke / Muzej grada Splita / Muzej grada Šibenika / Muzej grada Zagreba / Muzej Marton / Muzej Međimurja Čakovec / Muzeji Meštrović – Atelijer Meštrović / Muzeji Meštrović – Galerija Meštrović / Muzej Moslavine Kutina / Muzej Slavonije Osijek / Muzej Valpovštine / Nacionalna i sveučilišna knjižnica u Zagrebu / Narodni muzej Zadar / Pomorski i povijesni muzej Hrvatskog primorja Rijeka / Privatna zbirka dr. Josip Kovačić / Privatna zbirka Jura Gašparac / Privatna zbirka Mimi Rakočević / Samoborski muzej / Sveučilišna knjižnica Rijeka / Sveučilišna knjižnica Split / Strossmayerova galerija starih majstora HAZU / Tehnički muzej / Zavičajni muzej Poreštine – Museo del territorio parentino / Zavičajni muzej grada Rovinja – Museo civico della citta di Rovigno / Zavod za povijest hrvatske književnosti, kazališta i glazbe HAZU / Zbirka umjetnina Ante i Wiltrud Topić Mimara – Muzej Mimara

## Vanjske poveznice
- Partage Plus
- Partage Plus, na muo.hr
- Partage Plus blog